# Província de Kilis
Kilis és una província al centre-sud de Turquia. Solia ser la part del sud de la província de Gaziantep i va ser formada el 1994. La ciutat de Kilis és la llar de prop d'un 67% dels habitants de la província. Les altres ciutats i pobles són molt petits.

## Història
Hi ha evidència d'ocupació humana des de fa 4.000 anys, en l'Edat mitjana del bronze. La regió va ser governada pels hurrites, l'Imperi assiri, l'Imperi Hitita, l'Imperi Persa, l'Imperi Macedoni, l'Imperi Romà (incloent-hi l'Imperi Romà d'Orient), i finalment per l'Imperi Otomà.
Els llocs d'interès històric inclouen un cert nombre de turons d'enterrament, castells i mesquites.

## Geografia
Kilis està situada en els contraforts del sud-oest de les Muntanyes del Taure, a l'oest de l'Eufrates a la vora del nord de la Plana de Síria. El districte conté àrees de bona zona agrícola, regada per petits rius, i un 68% de l'àrea cultivable de Kilis està conreada. Gairebé un 4% de la producció de raïm de Turquia ve de Kilis. Altres productes agrícoles importants són olives, fruita, blat, ordi i tabac. A la regió hi predomina el clima mediterrani, que d'altra banda es troba a una distància del mar que oscil·la entre els 60 a 80 km. Els hiverns són frescos i plujosos, les primaveres i les tardors són càlides i els estius són calorosos. Les temperatures mitjanes de l'hivern oscil·len entre els 4 i els 7 graus, mentre que a l'estiu les temperatures no cauen per sota dels 25 graus.
Es pot travessar la frontera per entrar a Síria, des d'on la carretera va cap al sud, en direcció a la ciutat siriana d'Alep.

## Persones conegudes de Kilis
- Doğan Güreş, antic cap de l'Estat Major, va ser Diputat al Parlament per Kilis.
- Izettin Iyigün general de l'exèrcit turc, nascut a Kilis el 1938
- Hıncal Uluç, columnista i jutge de concurs de bellesa, nascut a Kilis el 1939

## Districtes
La província de Kilis es divideix en 4 districtes (el districte de la capital apareix en negreta)
- Elbeyli
- Kilis
- Musabeyli
- Polateli